# Тор ракетни систем
Ракетни систем Тор, противваздушни систем кратког домета, Тор-М2 је унапређена верзија противракетног система „Тор-М1" који је конструисала одбрамбена компанија Алмаз Антеј.

## Развој и дизајн
Систем Тор-М2 први пут је представљен јавности на аеромитингу у Москви МАКС 2007, а стављен је у активну службу Оружаних снага Русије у марту 2017. године. Тор-М2 је систем за ракете ниске до средње надморске висине малог домета земља-ваздух, направљен за пресретање авиона, крстарећих ракета, прецизно вођене муниције, беспилотних летелица и балистичких циљева. Он користи нове ракете-пресретаче којима су унапређене перформансе, повећан капацитет муниције и омогућена способност паљбе током кретања. Војни стручњаци описују Тор-М2 као систем противваздушне одбране јединствен у својој класи са невероватном прецизношћу и дометом.
Систем је потпуно аутоматизован и може да прати четири мете истовремено за разлику од старијег Тор-М1 који прати две мете. М2 поседује побољшан дефанзивни систем електронског ометања.

## Карактеристике
Зона уништења:
- по даљини: од 1 до 15 км.
- по висини: од 0,01 до 10 км.
- потребна су само 3 члана.
- Досег је око 500 км.

## Варијанте

### Тор-М2Е (9К332МЕ)
Варијанта система која је базирана на гусеничној платформи. Састав борбеног система укључује: Борбено возило 9А331МЕ, са ракетама 9М334 и 9М9331.

### Тор-М2К (9К332МК)
Састав борбеног система укључује средства попут борбеног возила 9А331МК, модула 9М334 и ракета 9М9331.

### Тор-М2ДТ (9K331МДТ)
Арктичка варијанта система Тор-М2 који је базиран на гусеничној платформи возила ДТ-30 Витез. Ова верзија је приказана у јавности на војној паради у Москви 9. маја 2017. године.

## Корисници

### Тренутни корисници
- Јерменија - 2 јединице (од 2019)[1]
- Азербејџан - Неколико јединица Тор-М2Е[2]
- Белорусија - 2 јединице (4 возила свака) достављене 3. јануара 2013. Трећа јединица достављена 2013.[3][4][5] + 5 Тор-М2К 2016.[6]

## Видео
https://www.youtube.com/watch?v=iOLWhbTvSaU